# 倫伯特 (密蘇里州)
倫伯特（英語：Rembert）是位於美國密蘇里州賴特縣的鬼鎮。

## 歷史
倫伯特的郵局於1904年設立，其後於1915年停運。

## 地理
倫伯特所處的海拔為高於海平面391米（即1283英呎），而該地所採用的時區為UTC-6，即北美中部時區（CST）。同時該地設有夏令時間，為UTC-6調快一小時，即UTC-5（CDT）。